# Tom Kühnel
Tom Kühnel (* 4. April 1971 in Cottbus) ist ein deutscher Theaterregisseur und -intendant.

## Leben
Ab 1992 absolvierte Kühnel ein vierjähriges Regiestudium an der Hochschule für Schauspielkunst Ernst Busch in Berlin. Zunächst bildeten Kühnel und sein Studienkollege Robert Schuster ein über Jahre hin festes Regieteam. Im Berliner Maxim Gorki Theater brachten beide 1994 „Weihnachten bei Iwanows“ von Alexander Iwanowitsch Wwedenski auf die Bühne und wurden dafür mit dem Friedrich-Luft-Preis ausgezeichnet; ein Jahr später erhielten beide für ihre Inszenierung von Bertolt Brechts Die Maßnahme den Max-Reinhardt-Preis.
Das Gespann inszenierte nach seinem Studium in Berlin und am Frankfurter Schauspielhaus. Gemeinsam mit dem Autor Christian Tschirner begannen sie 1998 mit Klassikerbearbeitungen und dem Schreiben eigener Stücke. Auch die künstlerische Leitung des Frankfurter Theaters am Turm (TAT) übernahmen Kühnel und Schuster ab 1999 gemeinsam, doch führten beide seit 2000 unabhängig voneinander Regie.
Seit der Lösung vom TAT erarbeitet er Inszenierungen an der Berliner Schaubühne, dem Theater Basel und dem Deutschen Theater Berlin. Am Theater Aachen führte er erstmals Opern-Regie bei Henry Purcells The Fairy Queen, die er mit Shakespeares Ein Sommernachtstraum kombinierte.
An den Theatern von Hannover, Köln, Freiburg, Graz entwickelte er mit der Puppenspielerin Suse Wächter und dem Entertainer Jürgen Kuttner sogenannte „kommunale Erkundungen“ zur jeweiligen Stadtgeschichte dieser Orte.
Zwischen 2009 und 2019 war Kühnel Hausregisseur am Schauspiel Hannover. Dort inszenierte er unter anderem die Uraufführung Götter, Kekse, Philosophen.
In den 2020er-Jahren brachte er zum Beispiel 2024 den Friedrich-Dürrenmatt-Klassiker Die Physiker am Landestheater Linz, Nis-Momme Stockmanns Bearbeitung von Ferenc Molnárs Die rote Mühle am Badischen Staatstheater Karlsruhe sowie Halts Maul, Kassandra nach Texten von Thomas Brasch, von Kühnel und Jürgen Kuttner am Deutschen Theater Berlin. Am Staatsschauspiel Dresden brachte er im März 2025 eine eigene, neue Bühnenfassung von Hans Falladas Roman Bauern, Bonzen und Bomben auf die Bühne, die laut Nachtkritik.de zahlreiche gute Rezensionen in den bekannten Feuilletons erhielt.